# Jan Werner (Wirtschaftswissenschaftler)
Jan Werner (* 10. Februar 1977 in Offenbach am Main, Hessen) ist ein deutscher Wirtschaftswissenschaftler und Politiker (CDU). Vom Sommersemester 2010 bis zum Sommersemester 2016 war er Professor für Volkswirtschaftslehre an der privaten Fachhochschule University of Applied Sciences Europe und hat an den Campi in Iserlohn, Berlin und Hamburg doziert. Ab August 2016 war Jan Werner an der CBS International Business School in Köln (früher Cologne Business School) beschäftigt und hatte erneut eine Professur für Volkswirtschaft. Seit 2020 ist er Bürgermeister der Stadt Langen. 

## Leben
Nach dem Abitur 1996 studierte Jan Werner bis 2001 Wirtschaftswissenschaft an der Goethe-Universität Frankfurt am Main. 2002 wurde er wissenschaftlicher Mitarbeiter von Paul Bernd Spahn am Lehrstuhl für Öffentliche Finanzen der Universität Frankfurt, wo er 2006 promovierte. Nachdem er von 2002 bis 2003 als Gastdozent an der European Academy for Financial Planning in Bad Homburg vor der Höhe aktiv gewesen war, besuchte er noch im selben Jahr zu Forschungszwecken die Georgia State University in Atlanta. Regelmäßig gab er zwischen Oktober 2003 und Juni 2006 Vorlesungen an der Université Lumière Lyon 2, bis er zum Wintersemester 2009 Lehraufträge an den Standorten Mannheim und Mosbach der Dualen Hochschule Baden-Württemberg annahm. Vom Wintersemester 2009 bis zum Sommersemester 2016 war er VWL-Dozent an der BiTS Iserlohn, an der er im März 2010 eine Professur erhielt. Seit dem Sommersemester 2016 ist er erneut als Professor für Volkswirtschaft an der CBS in Köln tätig.
Als wissenschaftlicher Mitarbeiter war Jan Werner zwischen 1999 und 2004 im Europäischen Parlament und zwischen 2000 und 2002 im Deutschen Bundestag tätig. 2005 arbeitete er für einige Wochen als Gastforscher in der Abteilung „Governing Board of the Indirect Tax Authority“ im bosnischen Finanzministerium, dem eine Beratertätigkeit bei der Weltbank in Washington, D.C. und Seoul vorausging. 2006 kehrte er noch einmal für sechs Monate in diese Anstellung zurück. Für die Deutsche Gesellschaft für Technische Zusammenarbeit war er 2006 in Addis Abeba, ein Jahr später in der Zentrale in Eschborn tätig. Darüber hinaus gründete er im Februar 2006 mit dem Institute of Local Public Finance eine eigene Beraterfirma, deren Geschäftsführer er bis heute ist.
Jan Werner trat 1995 in die Ortsgruppen der Jungen Union und der CDU in seiner Heimatstadt Langen ein. Zwischen 1996 und 2001 war er Vorsitzender der JU Langen, in den folgenden drei Jahren Kreisvorsitzender der JU Offenbacher Land. Sowohl der Orts-, als auch der Kreisverband ernannten ihn jeweils im Anschluss an seine Amtszeit zum Ehrenvorsitzenden. Zwischen 2003 und 2005 war er Pressesprecher und Vorstandsmitglied der Jungen Union in Hessen. Bei der Bürgermeisterwahl in Langen 2008 trat er als unabhängiger Kandidat gegen den späteren Wahlsieger Frieder Gebhardt (SPD), einen offiziellen Kandidaten seiner Partei und vier weitere Bewerber an. Auf ihn entfiel dabei mit 20,9 Prozent der dritthöchste Stimmanteil, so dass er die Stichwahl knapp verpasste. Im Jahr 2014 trat Werner erneut bei der Wahl des Bürgermeisters in Langen an und erreichte die Stichwahl, die er mit 49,8 % der Stimmen gegen seinen Konkurrenten Frieder Gebhardt von der SPD mit 50,2 % knapp verlor. Im November 2019 verkündete er, dass er erneut bei der Bürgermeisterwahl im Jahr 2020 antreten wird.
Bei der Bürgermeisterwahl 2020 erhielt er 39,7 % der Stimmen und zog damit gegen Stefan Löbig in die Stichwahl ein. Diese gewann er am 15. März mit 58,85 % der angegebenen Stimmen und wurde somit zum Nachfolger des Amtsinhabers Frieder Gebhardt (SPD) gewählt.

## Schriften
- Das deutsche Gemeindefinanzsystem. Lang, Frankfurt am Main 2008. ISBN 978-3-631-55617-7
- Mobility in a globalised world. Univ. of Bamberg Press, Bamberg 2012. ISBN 978-3-86309-062-3
- Mobility in a globalised world 2012. Univ. of Bamberg Press, Bamberg 2013. ISBN 978-3-86309-192-7
- Mobility in a globalised world 2013. Univ. of Bamberg Press, Bamberg 2014. ISBN 978-3-86309-262-7
- Mobility in a globalised world 2014. Univ. of Bamberg Press, Bamberg 2015. ISBN 978-3-86309-344-0
- Mobility in a globalised world 2015. Univ. of Bamberg Press, Bamberg 2016. ISBN 978-3-86309-419-5
- Mobility in a globalised world 2016. Univ. of Bamberg Press, Bamberg 2017. ISBN 978-3-86309-489-8
- Mobility in a globalised world 2017. Univ. of Bamberg Press, Bamberg 2018. ISBN 978-3-86309-571-0